# Walter Flöttl
Walter Flöttl (* 13. Jänner 1924 in Wien; † 8. Dezember 2009 ebenda) war ein österreichischer Bankmanager.

## Karriere
Flöttl begann seine Karriere 1950 bei der BAWAG. 1966 wurde er Direktor für Kreditwesen, 1972 Generaldirektor und 1981 Vorstandsvorsitzender der BAWAG. Als er Ende 1995 in den Ruhestand ging, wurde er als Vorstandsvorsitzender von Helmut Elsner abgelöst.
Während seiner Zeit als Generaldirektor begannen 1987 die so genannten Karibik-Geschäfte, die über seinen Sohn Wolfgang Flöttl liefen und die bis 1994 Gewinne abwarfen, in der Folge aber die Bank in hohe Schulden brachten. Letzterer Umstand wurde erst in der sogenannten BAWAG-Affäre im Jahre 2006 publik.
Flöttl genehmigte auch 1991 die günstige Vermietung eines Penthauses in der Wiener Innenstadt an den damaligen ÖGB-Vorsitzenden Fritz Verzetnitsch, was im Zuge der Affäre in der Öffentlichkeit in hohem Maße missbilligt wurde und letztlich 2006 zum Terminus „Penthaussozialismus“ führte, der im selben Jahr zum österreichischen Wort des Jahres gekürt wurde.
Walter Flöttl wurde am Dornbacher Friedhof in Wien bestattet.

## Auszeichnungen
- 1984: Großes Silbernes Ehrenzeichen für Verdienste um die Republik Österreich[2]
- 1994: Großes Goldenes Ehrenzeichen für Verdienste um die Republik Österreich[2]